# 페이스 미
《페이스 미》는 2024년 11월 6일부터 2024년 12월 12일까지 방송된 KBS 2TV 수목 드라마다.

## 기획 의도
냉정한 성형외과 의사와 열정적인 강력계 MZ 형사가 범죄 피해자 재건 성형을 통해 사건의 진실을 쫓는 공조 추적 메디컬 드라마

## 방송 시간
| 방송 채널 | 방송 기간                        | 방송 시간                                           | 방송 분량 |
| --------- | -------------------------------- | --------------------------------------------------- | --------- |
| KBS 2TV   | 2024년 11월 6일 ~ 2024년12월12일 | 매주 수요일 ~ 목요일 오후 9시 50분 ~ 오후 10시 55분 | 1시간 5분 |

## 제작진

### 제작사
- 웨스트월드스토리

### 극본
- 황예진 : SBS 특집 드라마 《미스터리 신입생》(집필), SBS 주말 특별 기획 드라마 《시크릿 마더》(집필) 집필

### 연출
- 조록환 : 영화 《연풍연가》(연출부), 영화 《주노명 베이커리》(연출부), 영화 《결혼은, 미친 짓이다》(조연출), OCN 《보이스 2》(공동 연출) 연출
- 김정욱 : 디즈니+ 《너와 나의 경찰수업》(공동 연출) 연출

## 등장 인물
- (†) 표시는 드라마 상에서 최종적으로 사망한 인물이다.

### 주요 인물
- 이민기 : 차정우 (30대 후반, 남) 역 - 성형외과 의사, 응급의학과와 성형외과를 모두 섭렵한 더블보드 전문의. 혜진의 옛연인.
- 한지현 : 이민형 (30대 초반, 여) 역 - 강력계 형사
- 이이경 : 한우진 (30대 후반, 남) 역 - 성형외과 의사, 서전으로서의 예리함이 느껴지는 샤프하고 준수한 외모.
- 전배수 : 김석훈 (60대, 남) 역 - 성형외과 의사

### 정우 주변 인물들
- 하영 : 윤혜진 (20대, 여) 역(†) - 무용수, 정우의 전 여자친구.
- 강다현 : 박채경 (30대 후반, 여) 역 - 변호사
- 양소민 : 윤서희 (60대, 여) 역 - 정신건강의학과 의사, 정우의 어머니.

### 민형 주변 인물들
- 윤정일 : 이진석 (30대 중반, 남) 역 - 민형의 오빠, 영숙의 아들. 혜진을 살해한 범인으로 몰려 15년형을 선고받고 7년만에 출소하였다. 후반부에 살인범이 아니라는 사실이 밝혀졌다.
- 박미현 : 오영숙 역 (60대, 여) - 한복집 운영, 진석과 민형의 어머니.

### 성형외과 사람들
- 김윤서 : 양은정 (30대, 여) 역 - 상담실장
- 우도임 : 김 코디 (20대, 여) 역 - 코디네이터, 트렌디한 외모. 외향적이고 직설적이라 할 말은 다 하고 보는 스타일.
- 김차경 : 김 간호사 (20대, 여) 역 - 수술방 간호사, KSH 성형외과 간호사.
- 고은영 : 최 간호사 (30대, 여) 역 - 수술방 간호사, 대학병원 PA 간호사로 일했지만 과중한 업무 탓에 이직.
- 김영주 : 송 닥터 (40대, 남) 역 - 마취과 의사
- 이현수 : 이 코디 (20대, 여) 역 - 코디네이터, KSH 성형외과 코디네이터.

### 경찰서 사람들
- 이승우 : 서강호 (30대, 남) 역 - 강력계 형사
- 이재하 : 최형일 (40대, 남) 역 - 강력계 팀장, 원리원칙에 충실하고 정도를 지키는 전형적인 형사.

### 그 외 인물
- 이재은 : 신정숙 역

- 이화겸 : 정희영 역 - 염산테러 피해자.

- 차수연 : 서윤하 역 - 정숙에게 염산테러를 사주한 교사범.

- 최정운 : 남효주 역

### 기타 인물
- 장하은 : 오지윤 역

- 서영희 : 오지윤의 엄마 역

- 김정진 : 김선용 역 - 피자 배달원. 페이크 빌런. 우민재 특수상해 사건 가해자로 지목되어 민형에게 체포되었지만 진짜 가해자가 수경으로 밝혀지자 풀려났다. 마음의 상처가 깊다.

- 김민기 : 우민재 역 - 고등학교 졸업생. 정우의 이웃집인 수경의 집에 보름정도 머물러 있었다. 수경에 의해 갖은 악행들을 강요받았다.
- 차세연 : 이주영 역

- 이서 : 조수경 역 - 민재의 고3 시절 교생. 가스라이터. 민재의 고교 시절부터 갖은 악행을 강요하는 등 민재를 신체적으로든 정신적으로든 괴롭히다 끝내 살인미수까지 저지르고 선용이 그걸 목격하자 선용을 민재의 가해자로 거짓 지목한 진짜 가해자.

- 미상 : 복근 시술 환자 역 - 민재의 고등학교 동창으로 수경이 민재에게 어떤 존재였는지 잘 알고 있다.

- 박완규 : 남기택 역(†)

- 미상 : 옆집 여자 역

- 미상 : 사건의 진범으로 의심되는 인물을 본 목격자 역

- 박승연 : 김다희 역

- 미상 : PC방 알바생 역

- 미상 : 윤혜진 사건의 진범 역

- 미상 : 감식 팀장 역

## 시청률
최저 시청률과 최고 시청률은 시청률 조사회사와 지역별로 시청률에 차이가 있을 수 있습니다.
| 2024년 | 2024년    | 2024년         | 2024년       | 2024년 |
| 회차   | 방송일    | AGB 시청률     | AGB 시청률   |        |
| 회차   | 방송일    | 대한민국(전국) | 서울(수도권) |        |
| ------ | --------- | -------------- | ------------ | ------ |
| 제1회  | 11월 6일  | 3.3%           | 3.2%         |        |
| 제2회  | 11월 7일  | 3.1%           | -            |        |
| 제3회  | 11월 13일 | 2.3%           | -            |        |
| 제4회  | 11월 14일 | 3.1%           | 2.9%         |        |
| 제5회  | 11월 20일 | 2.2%           | -            |        |
| 제6회  | 11월 21일 | 3.2%           | 3.0%         |        |
| 제7회  | 11월 27일 | 2.5%           | -            |        |
| 제8회  | 11월 28일 | 3.2%           | 3.3%         |        |
| 제9회  | 12월 4일  | 2.8%           | -            |        |
| 제10회 | 12월 5일  | 2.9%           | -            |        |
| 제11회 | 12월 11일 | 2.6%           | -            |        |
| 제12회 | 12월 12일 | 2.9%           | 2.8%         |        |

## 수상 목록
- 2024년 KBS 연기대상 미니시리즈 부문 여자 우수상 (한지현)

## 참고 사항
- 제작 초기 가제는 〈룩앳미〉였으나 제목이 변경되었다.
- 문화체육관광부와 한국콘텐츠진흥원의 'OTT 특화콘텐츠 제작 지원작'에 선정되어 지원받았다. 기사 원래 Wavve 오리지널 드라마였으나 KBS 2TV로 편성이 변경되면서, 동시 방영하게 되었다.
- 전작의 후속작은 〈수상한 그녀〉로 예정되었으나, 내부 사정으로 인해 편성이 연기되면서 본작이 편성되었다.